# Oreille interne
Pour les articles homonymes, voir L'Oreille interne.
L'oreille interne est, chez les Vertébrés, une partie du système auditif qui contient l'organe de l'ouïe, mais aussi le système vestibulaire, organe de l'équilibre, responsable de la perception de la position angulaire de la tête et de son accélération. Elle comprend notamment la cochlée, en forme d’escargot, qui transforme les sons en signaux électriques qui sont transmis ensuite au cerveau. L'oreille interne est remplie d'un liquide, l'endolymphe, et la cochlée est tapissée de cellules ciliées.

## Anatomie
L’oreille interne se divise en deux entités : le labyrinthe osseux et le labyrinthe membraneux.
L'oreille interne fait suite à l'oreille moyenne dans le système de l'audition. L'information est transmise de l'oreille moyenne à l'oreille interne par la membrane de la fenêtre ovale.
La connaissance de l'anatomie de l'oreille interne a été révolutionnée par Domenico Cotugno, qui, dans son De Aquaeductibus Auris Humanae Anatomica Dissertatio (Napoli 1761), a non seulement précisément décrit pour la première fois les aqueducs du vestibule et du limaçon, mais a aussi, et surtout, soutenu la présence ubiquitaire de liquide dans le labyrinthe, suscitant la surprise chez les chercheurs de l'époque qui, quant à eux, privilégiaient l'hypothèse de la présence d'air, en accord avec la doctrine aristotélicienne.

### Labyrinthe osseux
Le labyrinthe osseux est un ensemble de cavités creusées dans le rocher (partie pétreuse de l'os temporal, ou os pétreux). Il est long de 20 mm, pour une largeur maximale de 13 mm. Chez le fœtus, cette formation est très nettement différentiable du reste du rocher (capsule otique), chez l'adulte les cavités sont noyées dans l'épaisseur de l'os.

#### Labyrinthe postérieur
Le labyrinthe postérieur comprend :
- le vestibule. Partie centrale du labyrinthe, il répond en dehors à la caisse du tympan, en dedans au conduit auditif interne, en arrière aux canaux semi-circulaires, en avant à la cochlée. Sa forme générale est celle d'un parallélépipède aplati de dehors en dedans, percé de nombreux orifices, les fenêtres ovales, la cochlée et les 5 orifices des canaux semi-circulaires. Dimensions : longueur 7 mm, hauteur 5 mm, largeur 2 mm ;
  - la paroi externe : elle porte les deux orifices du canal semi-circulaire externe, et la fenêtre ovale,
  - la paroi interne : elle est porteuse de deux dépressions percée d’un grand nombre de pertuis qui laissent passer les fibres qui vont former le nerf vestibulaire. Ces deux fossettes sont superposées : en haut la fossette semi-ovoïde et la lame criblée de l’utricule en bas la fossette hémisphérique et la lame crible du saccule,
  - la paroi inférieure : elle est percée en arrière de l'orifice ampullaire du canal semi-circulaire postérieur, et en avant elle s'ouvre sur l’embouchure de la rampe vestibulaire de la cochlée,
  - la paroi supérieure : elle est percée en arrière de l’orifice commun des canaux semi-circulaires postérieur et supérieur, et en avant de l’orifice ampullaire du canal antérieur,
  - la paroi antérieure est sans grande particularité,
  - la paroi postérieure : elle est porteuse de l'orifice non ampullaire du canal demi-circulaire externe ;
- les trois canaux semi-circulaires. Chaque canal osseux est une boucle incomplète de 8 mm de diamètre qui s'ouvre dans le vestibule. Chacun présente une extrémité renflée ou ampullaire qui présente une tache criblée d’une dizaine de pertuis qui donnent passage aux fibres nerveuses. Les canaux n’ont pas une section arrondie mais ovoïde, les canaux sont légèrement aplatis vers le plan du canal dans lequel ils s'incluent par leurs deux points d'attache et l'ensemble de la boucle. Les canaux sont orientés dans des plans perpendiculaires entre eux ;
  - le canal externe ou latéral, long de 15 mm. Son ampoule est antérieure. Son orientation sert de référence au plan ortho-vestibulaire (tête inclinée en avant de 30°),
  - le canal supérieur ou antérieur, long de 17 mm. Il est dans un plan vertical, très proche du plan de son homologue postérieur controlatéral,
  - le canal postérieur, long de 19 mm. Il forme un couple analogue avec le canal supérieur controlatéral ;
- l'aqueduc du vestibule, un canal osseux qui s'ouvre à la face interne du vestibule en dehors et au niveau de la face postérieure de la pyramide pétreuse en dedans. Le trajet intrapétreux est de 8 mm. On peut en distinguer deux parties : la partie antérieure, l'isthme, qui se dirige en arrière et en dedans ; la partie postérieure, plus longue, plus orientée en dedans qui s'ouvre par un orifice en forme de fente elliptique, le méat endolymphatique long de 8,5 mm.

#### Labyrinthe antérieur
Le labyrinthe antérieur comprend :
- la cochlée[a], un petit os en forme de tube conique enroulé sur lui-même comme une coquille d'escargot, d'où son ancien nom de limaçon. La cochlée est différente selon le sexe et constitue donc un marqueur sexuel secondaire[2] ;
  - la cavité hélicoïdale s'enroulant sur elle-même dont le diamètre décroit, sur deux tours et demi de spire, creusée dans le rocher. La base de la cochlée regarde en arrière en dedans et légèrement en haut. Le canal spiral s’enroule autour d'une cavité creuse, la columelle (modiolus). Le premier tour prend le nom de tour base, le second de tour apical,
  - le canal spiral est en partie séparé en deux rampes par une excroissance osseuse de forme hélicoïdale et aplatie horizontalement dont la base s’attache à l'intérieur vers la columelle et l'apex est libre dans le canal : c'est la lame spirale,
  - la lame spirale sépare, incomplètement, le canal cochléaire en deux rampes, la rampe vestibulaire en haut et la rampe tympanique en bas. La rampe tympanique se prolonge sous le vestibule en arrière et se termine en cul-de-sac, elle s'ouvre en dehors dans la caisse du tympan par la fenêtre ronde (cavité sous-vestibulaire),
  - la membrane basilaire  qui s'insère sur le bord libre de la lame spirale et qui sépare en quasi totalité les deux rampes qui ne communiquent entre elles que par un étroit orifice de l'apex, l'hélicotréma. La rampe vestibulaire s'ouvre sous le plancher du vestibule à sa face inférieure,
  - dimensions : le canal cochléaire est long de 30 mm. Le plus grand diamètre de la spire basale est de 10 mm. La cochlée osseuse est haute de 4 mm ;
- l'aqueduc du limaçon ;
- le conduit auditif interne.

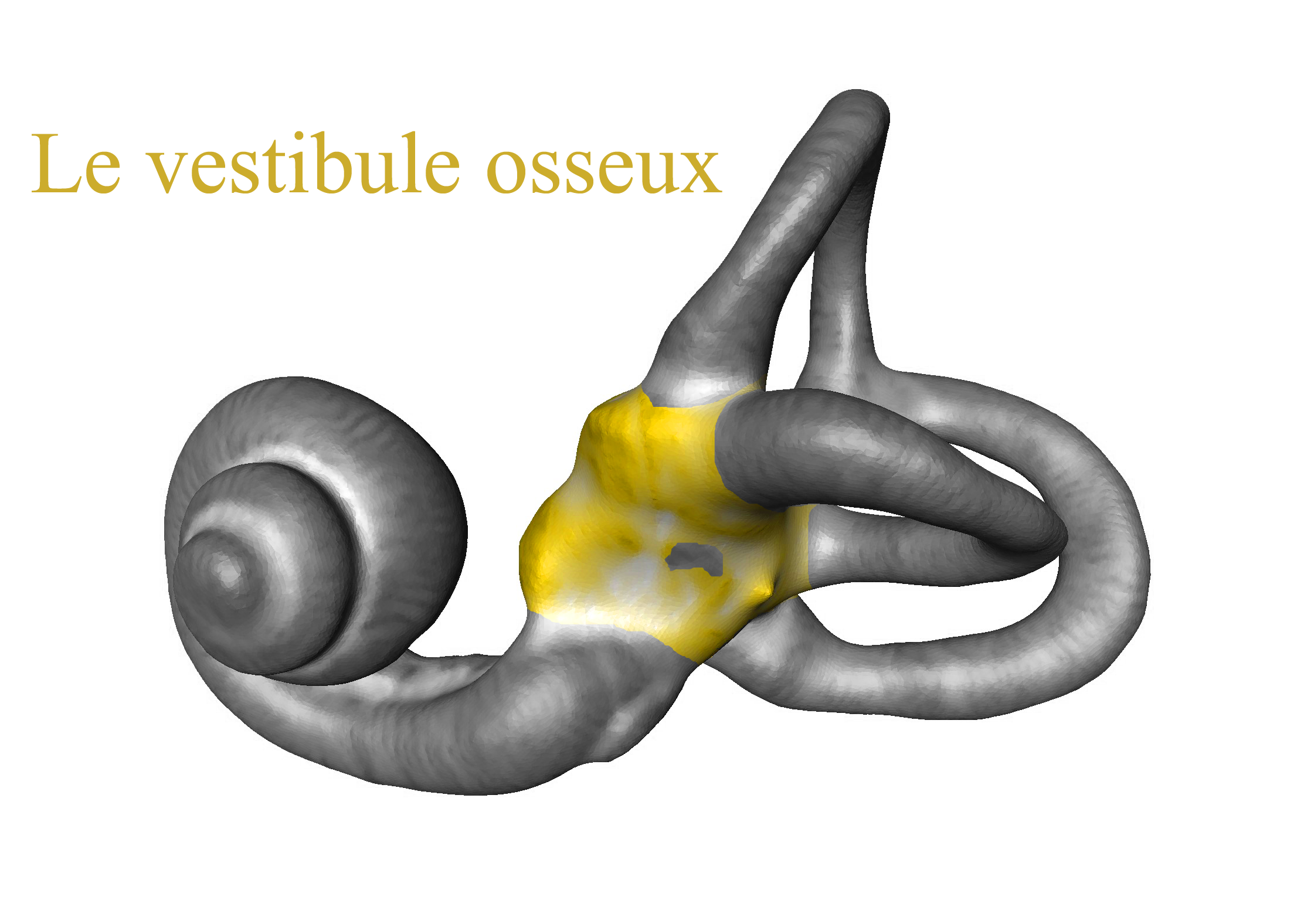
Vestibule osseux[3].
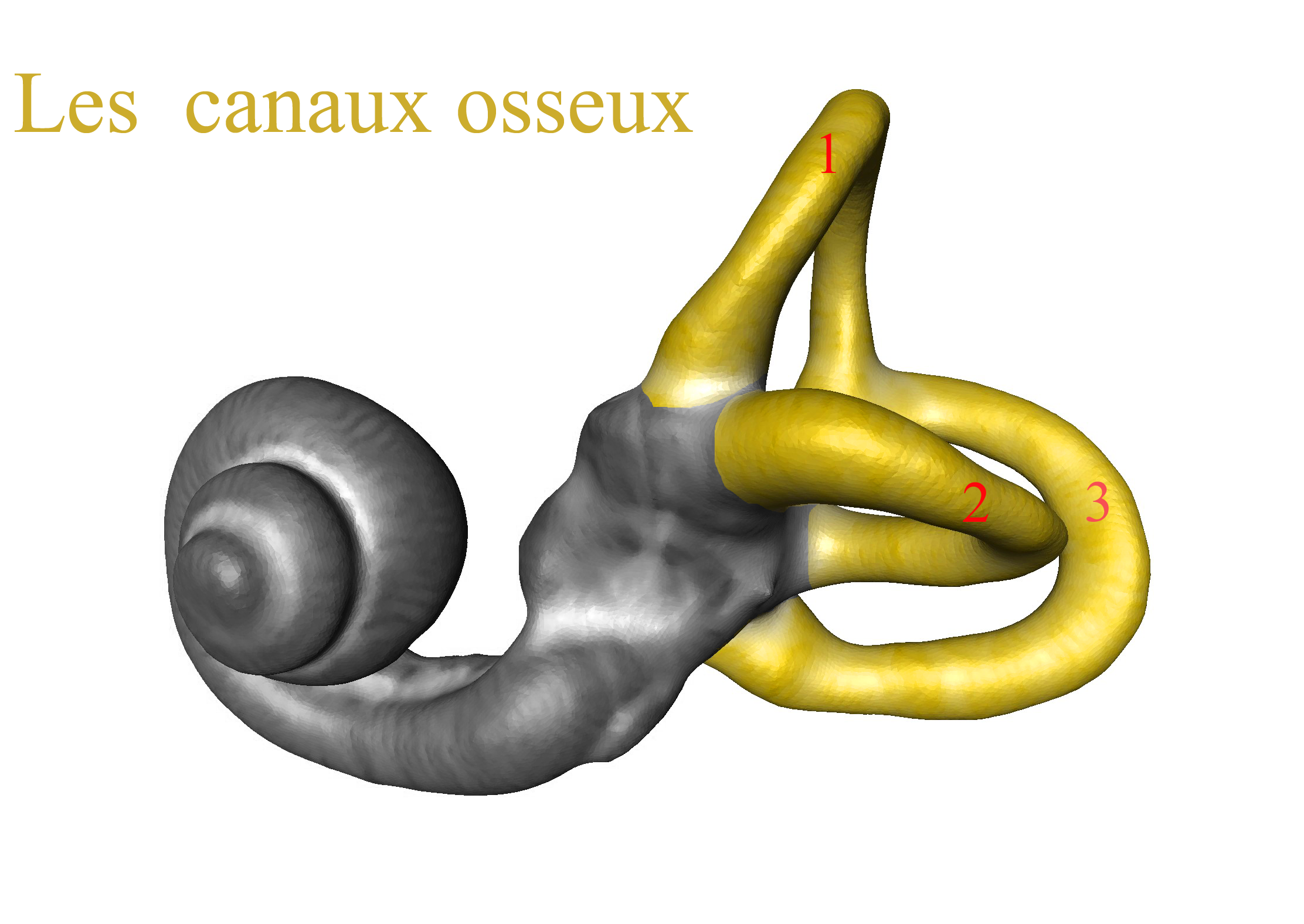
canaux osseux 1) Canal supérieur 2) Canal Externe 3) Canal postérieur
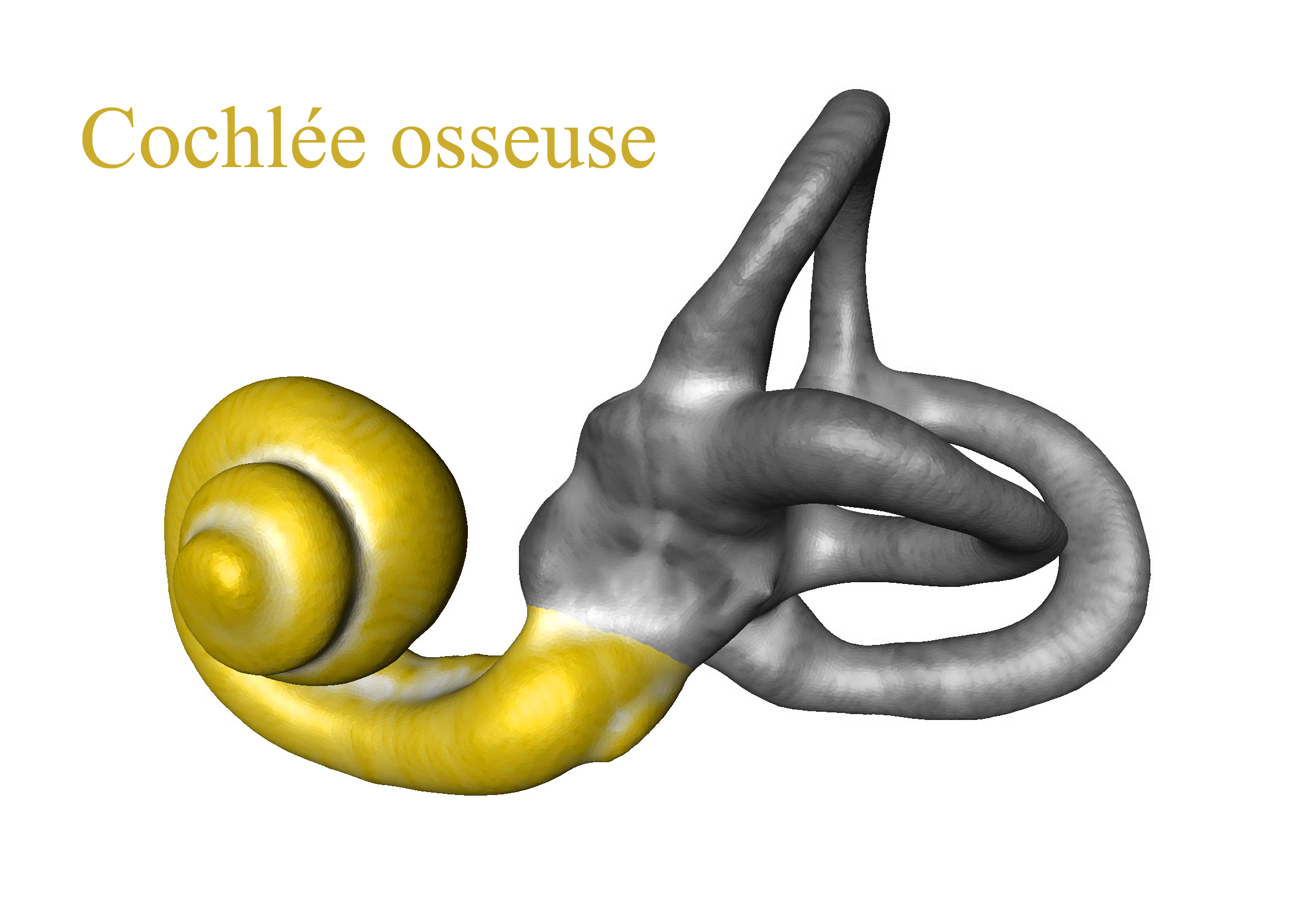
Cochlée osseuse[3].
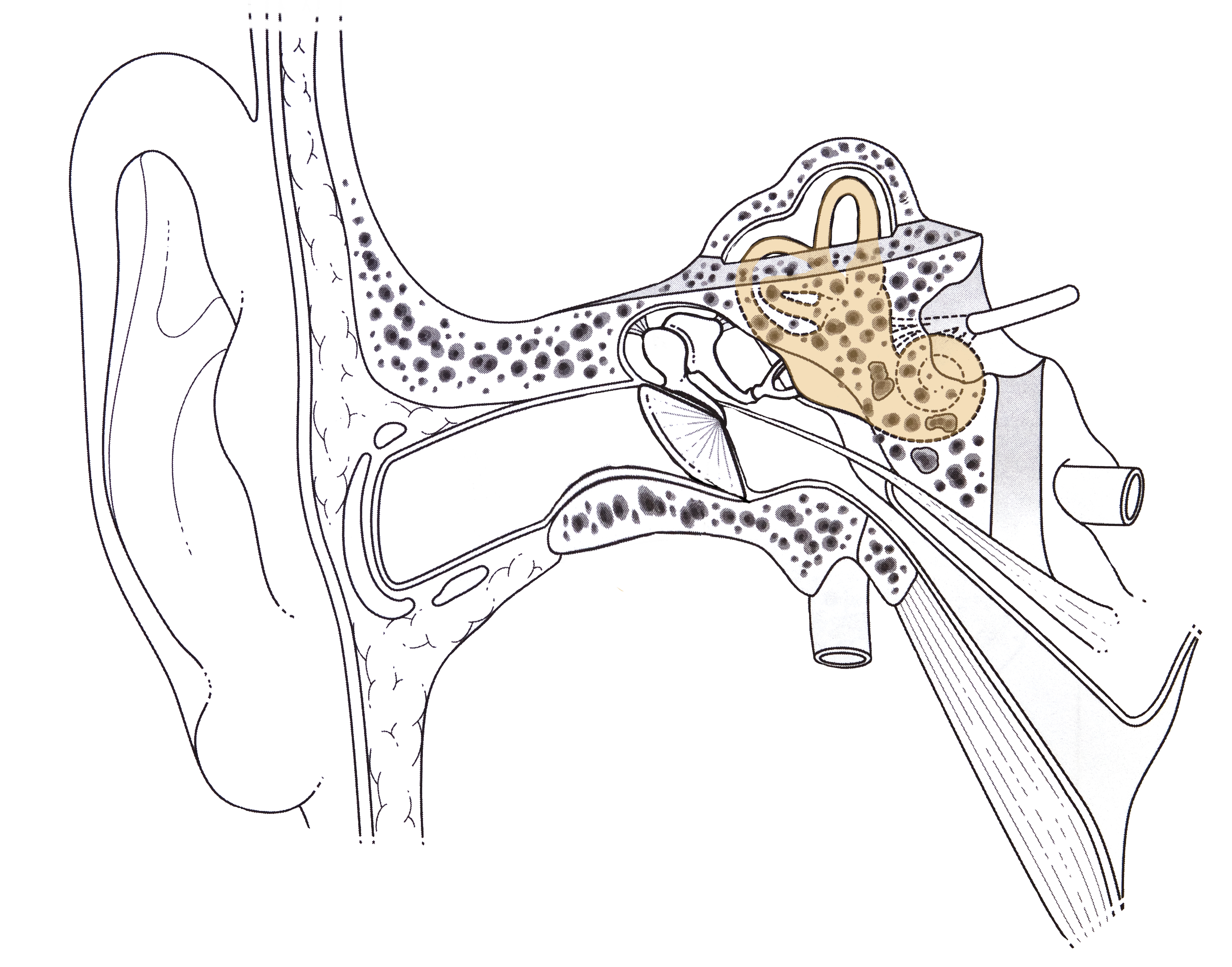
Place de l'oreille interne dans l'oreille.
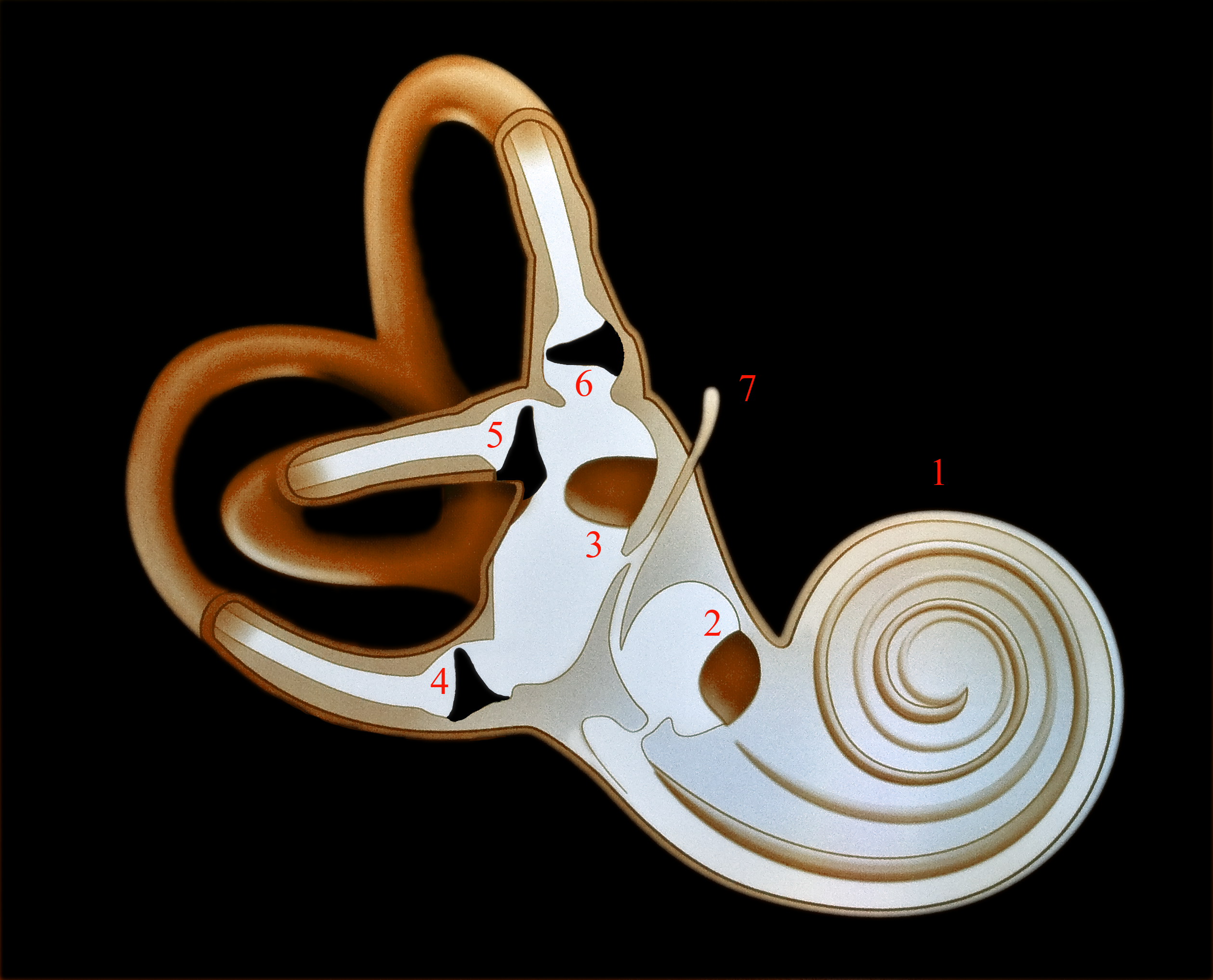
Oreille interne 1-Cochlée 2-Saccule 3-Utricule 4-Ampoule du canal postérieur 5-Ampoule du canal externe 6-Ampoule du canal supérieur 7-Canal endolymphatique.
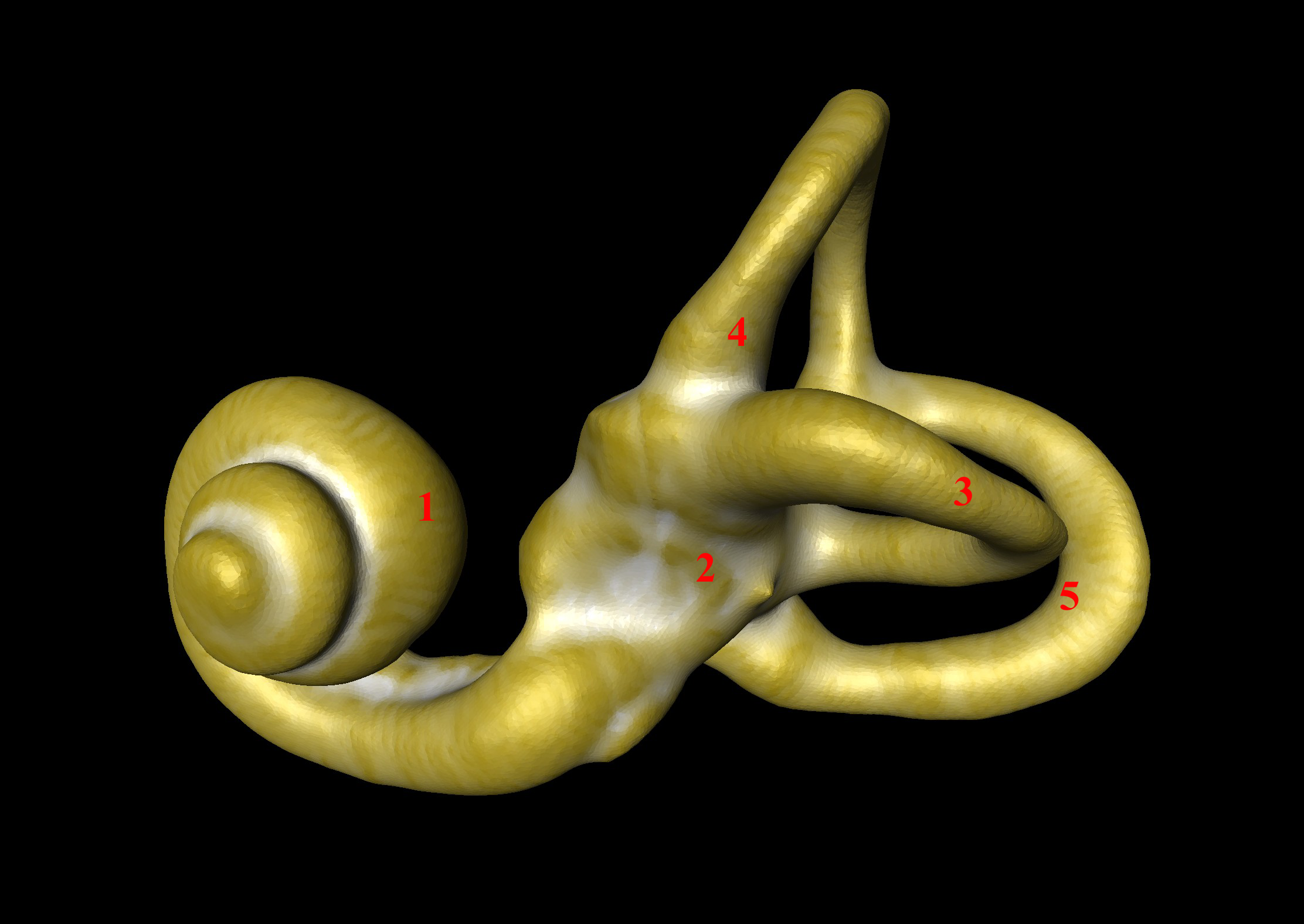
Labyrinthe osseux gauche / tomodensitométrie 3D[3].

### Labyrinthe membraneux

#### Labyrinthe membraneux postérieur
L'appareil vestibulaire postérieur se compose de deux parties, d'une part les canaux semi-circulaires et d'autre part le saccule et l'utricule :
- les trois canaux semicirculaires, disposés orthogonalement dans les trois plans. Ils sont remplis de la même endolymphe que la cochlée. Lorsque l'oreille est soumise à un mouvement, l'inertie de ce liquide rend ce mouvement détectable par des cellules ciliées, proches de celles de la cochlée. La disposition des trois canaux en trois plans grossièrement orthogonaux permet de détecter la position angulaire de la tête dans toutes les directions possibles. Ils sont les capteurs d'accélérométrie angulaire ;
- le saccule et l'utricule contiennent des otoconies qui les rendent aptes à détecter les mouvements. Ce sont les capteurs d'accélération linéaire.

#### Labyrinthe membraneux antérieur
- La cochlée est un organe creux rempli d'un liquide appelé endolymphe. Elle est tapissée de 16 000 cellules ciliées[4], des cellules sensorielles coiffées de structures filamenteuses, les stéréocils, groupés en une touffe ciliaire libre de vibrer. Ces cellules sont disposées le long d'une membrane, la membrane basilaire, qui partage la cochlée en deux chambres. L'ensemble des cellules ciliées et des membranes qui leur sont adjointes constituent l'organe de Corti.
- La membrane basilaire et les cellules ciliées qu'elle porte sont mises en mouvement par les vibrations transmises au travers de l'oreille médiane. Le long de la cochlée, chaque cellule répond préférentiellement à une certaine fréquence, ce qui permet au cerveau de différencier la hauteur des sons. Ainsi, les cellules ciliées les plus proches de la base de la cochlée (fenêtre ovale, au plus près de l'oreille médiane) répondent préférentiellement aux aigus. Celles situées en son apex (dernier tour de la cochlée) répondent aux basses fréquences.
- Ce sont les cellules ciliées qui font la transduction mécanoélectrique : elles transforment un mouvement de leurs cils en signal nerveux, transmis par le nerf auditif au cerveau qui l'interprète comme un son de la hauteur tonale correspondant à la cellule excitée.

## Pathologies
- L'oreille interne peut être affectée par la prise de médicaments ou de substances dits ototoxiques.
- Les variations brutales de pression peuvent endommager l'oreille interne : barotraumatisme en plongée, onde de choc d'un traumatisme crânien, plus fréquemment un traumatisme sonore.

Lors d'une exposition à un son de haute intensité des cellules ciliées sont détruites et ne peuvent être remplacées. Les effets sont cumulatifs et peuvent amener à une perte progressive de l'ouïe qui commence à partir des hautes fréquences, voire à la surdité, avec des corollaires fréquents les acouphènes, les distorsions harmoniques douloureuses improprement appelées hyperacousie.
La maladie de Menière, qui peut se traduire par des crises parfois violentes de vertiges, de nausées et de vomissements et peut provoquer des acouphènes et une perte auditive, pourrait être due à un excès d'endolymphe, qui perturberait le fonctionnement des cellules ciliées.

## Histoire évolutive des mammifères
L'oreille interne est importante dans l'étude de l'histoire évolutive des mammifères. Chez ces animaux, les sons parviennent par l'oreille externe (qui est l'« oreille », dans le langage courant), puis empruntent successivement le tympan et les trois osselets de l'oreille moyenne. L'oreille interne est protégée par un os très dense, le pétreux (ou os périotique), ce qui lui donne la capacité à se préserver facilement dans les registres fossiles. Organe stable au sein d'une espèce, et variable d'une espèce à l'autre, il est ainsi utile pour établir des arbres de parenté, les paléontologues étudiant la coévolution de la mandibule et des osselets de l’oreille moyenne avec le cerveau tracée en regard de la séquence phylogénétique des mammifères.
Chez l'Homme moderne, la forme de la cochlée diffère notablement selon le sexe ; sa torsion, notamment, est plus irrégulière chez l'homme. La forme obtenue par tomographie X permet ainsi de déterminer le sexe avec un taux de réussite actuel de 93 % (on espère améliorer la technique). Or la cochlée, contrairement au bassin (qui ne diffère guère selon le sexe chez les jeunes enfants), ne varie plus après la naissance, et a déjà imprimé définitivement sa forme (en creux) dans l'os du rocher. Cet os étant généralement bien conservé, cette méthode est applicable aux squelettes. Si ce dimorphisme de la cochlée est apparu assez tôt dans l'évolution des hominines, elle sera applicable aussi aux espèces humaines disparues.